# Степной таракан
Таракан степной (лат. Ectobius duskei) — вид тараканов из семейства Ectobiidae. Распространены в степной зоне Евразии.

## Описание
Таракан в среднем в длину достигает 7 мм. Имеет серовато-палевый окрас тела с резкой чёрной дуговидной полосой на переднеспинке. Хорошо выражен половой диморфизм в том, что самцы обладают длинными ланцетовидными надкрыльями, умеренно суживающимися к вершине и заходящими за вершину церок, а у самок надкрылья сильно укорочены и едва достигают заднеспинки, вдоль всего тела на спинной стороне проходят две чёрные полосы, являющиеся продолжением дуговидного рисунка переднеспинки.

## Экология и образ жизни
Взрослые тараканы появляются в начале июня. Самка откладывает яйца с августа. Умирают осенью и зимует только оотека. Таракан степной питается растительностью.